# Bian Yujing
Bian Yujing (卞玉京; 1623 – 1655) è stata una pittrice, musicista e cortigiana cinese.
Fu una delle otto bellezze del Qinhuai.

## Biografia

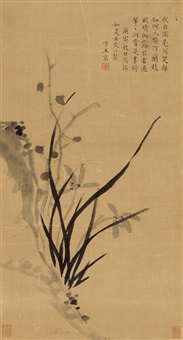
Bian Yujing, Pietra blu, prima del 1656

Si presume che Bian Yujing provenisse da Mo Xiang, presso il distretto di Qinhuai di Nanchino. Come artista si distinse nel dipingere le orchidee e nel suonare il piano, il tamburo e il qin.
Intrattenne scambi di poesie con lo scrittore Qian Qianyi ed ebbe tra i suoi mecenati il generale Wu Sangui. Si legò sentimentalmente al poeta Wu Weiye, il quale la citò spesso nelle sue opere. Ad esempio Bian Yujing è la voce narrante della poesia Ting nu daoshi Bian Yujing tanqi ge ("Canzone sull'ascolto della taoista Bian Yujing che suona il liuto", 1651 circa), che racconta delle peripezie della figlia del signore di Zhongshan, dapprima promessa sposa dell'imperatore Ming e poi data ai manciù. Altra poesia dedicata alla donna è Qinhe ganjiu, nella quale il poeta rimpiange i loro momenti di intimità.
Dopo la caduta dei Ming avvenuta nel 1645 Bian Yujing divenne un monaca taoista. Ciò non le precluse di sposare Zheng Yinggao nel 1653. Il matrimonio fu infelice e Bian propose alla sua domestica Rourou di prendere il suo posto, andando così a vivere sotto la protezione del medico Zheng Qiny.
La sua tomba si trova presso il tempio Zhituo nel distretto di Huishan.